# マイク・スタンレー
マイク・スタンレー（Mike Stanley、1989年12月29日 - ）は、サモアのラグビーユニオン選手。

## プロフィール
- ニュージーランド・オークランド出身[1]。
- ポジションはスタンドオフ(SO)。
- 身長 185cm、体重 97kg
- 弟のサムもラグビー選手(元サモア代表)[2]。
- サモア代表キャップは8（2025年4月現在）でワールドカップ2015のサモア代表に選ばれた[3]。

## 略歴
カウンティーズ・マヌカウを経て、2015年、アルスターに加入。